# Marktoffingen
Marktoffingen là một đô thị ở huyện Donau-Ries trong bang Bayern nước Đức. Đô thị Marktoffingen có diện tích 13,6 km².